# Krageholms slott
För fartyget, se M/S Krageholm.
Krageholms slott är ett slott i Sövestads socken i Ystads kommun.
Krageholms gods ligger vid Svartåns utlopp ur Krageholmssjön, 8 kilometer norr om Ystad. Slottet består av en huvudlänga och två flyglar, omgivna av en vattenfylld vallgrav och park. I nuvarande stil är slottet från 1720-talet. Slottskyrkan är i barockstil.

## Historia
Krageholm tillhörde under 1300-talet släkten Due. Det kom genom gifte till släkten Tott och sedan till Brahesläkten. 1642 ärvdes det av Otto Marsvin, gift med Metta Brahe. Genom dottern kom Krageholm till Ivar Krabbe på Jordberga och sedan till dennes son Jörgen Krabbe, som blev arkebuserad 1678. När hans änka Jytte Thott dog såldes godset 1704 till greve Carl Piper. Det var också vid denna tid som slottets namn ändrades från Krogholm till Krageholm. 
Carl Pipers hustru, Christina Piper, satte istånd slottet. Det hade lidit stor skada under det skånska kriget och blev även bombarderat. Svenska trupper logerade tidvis på slottet och sedan Jörgen Krabbe fängslats tömdes det till stor del och besattes av svenska soldater. Danska trupper och snapphanar försökte sedan få ut dem och tidvis övergick slottsbyggnaderna till danskarna efter våldsamma strider. Åtskilliga av Krabbes anställda, inklusive hans förvaltare Christopher, avrättades för snapphaneri. Christopher red frivilligt till Malmö och gav sig till svenskarna för att försöka rädda Krabbes liv. Istället avrättades båda två. 
Sedan Pipers tog över har Krageholm stannat inom den grevliga Piperska släkten ända till 1897. Efter greve Fritz Pipers död övergick slottet till dennes systerson, greve Nils Brahe. År 1907 tillföll det brodern Magnus Brahe. År 1930 tillföll Krageholm åter släkten Piper och nuvarande ägare är Eric Piper. I parken söder om slottsingången står en bildsten och en runsten från vikingatiden: Sövestadstenen 1 och 2.